# Listă de alfabete vechi
Aceasta este o listă de alfabete vechi.
- Alfabetul celtic
- Alfabetul etrusc
- Alfabetul fenician
- Alfabetul glagolitic
- Alfabetul chirilic român
- Futhark